# Laurent (antipape)
Pour les articles homonymes, voir Laurent.
L'antipape Laurent fut deux fois antipape, du 22 novembre 498 jusqu'en février 499 et de 501 à 506.

## Biographie
À la mort du pape Anastase II le 19 novembre 498, Laurent est encore archiprêtre,. Il est élu le 22 novembre 498 à la Basilique Sainte-Marie-Majeure par une partie du clergé qui souhaite un rapprochement avec l'Église de Constantinople, tandis que Symmaque est élu dans la Basilique Saint-Jean-de-Latran,.
Théodoric le Grand, roi des Ostrogoths, se prononce en faveur de Symmaque. Laurent se soumet à la décision et est nommé, le 1er mars 499, évêque de Nocera en Campanie,,.
En 502, Laurent revient à Rome et ses partisans accusent Symmaque de divers crimes,. Théodoric suspend Symmaque le temps de réunir un synode pour le juger, qui le déclare innocent. En novembre 502, Laurent s'installe au palais du Latran et Symmaque au Vatican, débutant une guerre civile.
Face à la diminution de ses partisans, Laurent quitte Rome en 506, et meurt en exil la même année.